# Спортинг (женский футбольный клуб, Лиссабон)
«Спо́ртинг» (порт. Sporting Clube de Portugal) — португальский женский футбольный клуб из города Лиссабон, женская секция одноимённого клуба.
Женская футбольная команда существовала в составе Спортинга в начале 1990-х годов и была расформирована в 1994. Перед стартом сезона 2016/17 команда была воссоздана и сразу же сделала дубль, выиграв чемпионат и Кубок Португалии.
Команда также впервые в истории стартовала в Лиге чемпионов, заняв второе место в группе в квалификационном раунде.

## Достижения
- Чемпионат Португалии
  -  Чемпион: (1) 2016/17

- Кубок Португалии
  -  Обладатель: (1) 2016/17

- Суперкубок Португалии
  -  Обладатель: (1) 2017